# Les Pinaudrés

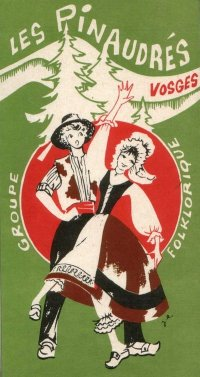
Le logo de l'association

Les Pinaudrés est une association à but non lucratif de danse folklorique lorraine, et plus spécifiquement vosgienne, créée en 1959. 
L'association connaît un certain succès dans les milieux du folklore en mettant en valeur des danses et musiques traditionnelles de la région en costumes d'époque. Elle fait aussi redécouvrir certains instruments de musique, comme l'épinette. 
Elle adhère à la FAFN, Fédération Amicale Folklorique Nationale.
Les Pinaudrés sont originaires de la ville d’Épinal qu'ils représentent lors des nombreux déplacements effectués en France et à travers le monde. Le nom de l'association signifie d'ailleurs en patois local « les spinaliens », habitants de la ville d’Épinal.
Les membres sont tous, sans exception, bénévoles.

## Les costumes

### Femmes

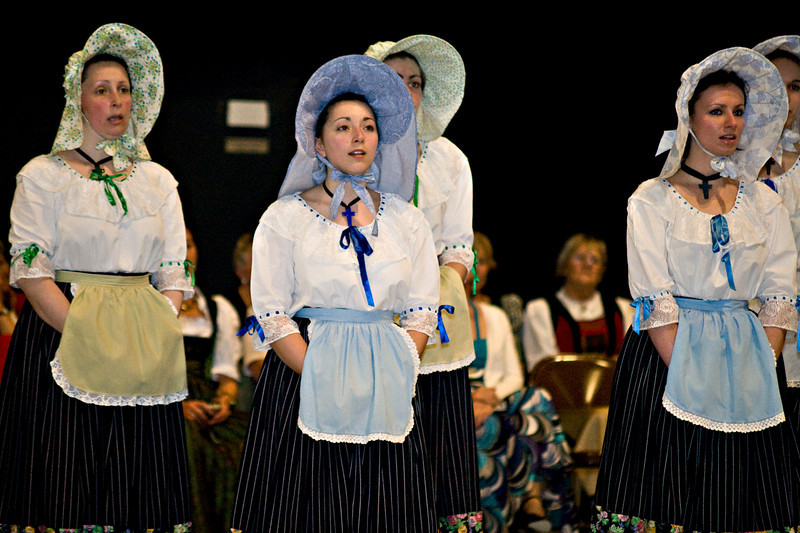
Le costume des femmes varie légèrement d'une personne à l'autre

Les femmes portent une ample jupe brune ou grise, ornée d'un large ruban de velours noir, un chemisier camisole blanc à dentelle recouvert d'un corselet de velours noir, et un châle multicolore à longues franges noires. 
Elles sont également vêtues de petits tabliers de couleurs tendres (rose, bleu, vert), longs et enveloppants en satin « dégravé » ou de toile de lin et dentelle. Il existe trois différentes coiffes : un petit bonnet matelassé de couleur aux rubans éclatants, une coiffe en percale fleurie ou « halette », ou une enveloppante coiffe blanche de lin. Les jeunes filles portent des bas blancs, des souliers ou des sabots.

### Hommes
Ceux-ci portent la « blaude » bleue, brodée de blanc, sur un pantalon droit à rayures, et un chapeau. Ils possèdent également un bonnet paysan multicolore, des souliers ou des sabots. Dans d'autres danses, ils portent le pantalon de velours « ballon » brun avec un large « bourgeron rouge », sur une chemise paysanne de couleur, ou blanche avec « bourgeron » à carreaux. De nombreux accessoires agrémentent la présentation de chaque danse : danse des cerceils : raquettes des bûcherons, rondes des « bacelles » avec les paniers à fleurs des jeunes filles, danse des rubans, danse autour du feu, rondes en sabots, etc.

## Les danses

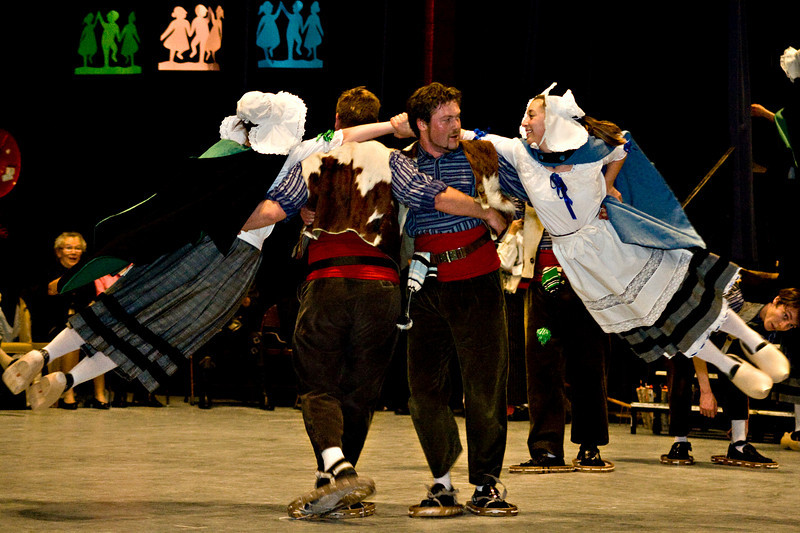
Une figure acrobatique réalisée à l'occasion d'une danse des «cerceils»

Les danses sont variées et reprennent plusieurs thèmes comme la fêtes de village d'antan, ou encore mettent en avant des coutumes, objets ou métiers typiques, comme le Jurondé qui était une danse autour du feu, la Danse des Garçons, qui montre des raquettes (Cercèyes en patois vosgien), ou la Soyotte, qui montre le mouvement d'une scie (soyotte en patois vosgien).
Les danses du répertoire : 
- le Dônage
- Le Jurondé
- La Ronde vosgienne
- La Soyotte
- La Polka piquée
- Le Colas
- La Danses des Filles ou Rondes des Bacelles
- La Danse des Garçons ou Danse des Cercèyes
- Le Trimazo
- Les Voituriers Filles
- Les Voituriers Garçons
- La Valse des Moissonneurs
- Le Branle de l'Alouette
- La Visite du Galant
- La Chanson de Noces
- Le Rigaudon
- En Passant par la Lorraine
Des chants et musiques traditionnels sont aussi repris par le groupe : 
- Hébé Segar
- Fleur d'Epine
- La Valse de Dorothée
- Ronde Lorraine (Vive la rose et le lilas)
- J'ai lié ma botte
- Les Pauv'hommes
- Les Mazeux
- La Scottish à Nénesse